# Žilys
Žilys ist ein litauischer männlicher Familienname, abgeleitet vom litauischen Wort 'žilas', dt. grau.

## Ableitungen
- Žilėnas
- Žilinskas
- Žiliukas
- Žilius

## Weibliche Formen
- Žilytė (ledig)
- Žilienė (verheiratet)

## Namensträger
- Juozas Žilys (1942–2024), Verfassungsrechtler, Professor, Verfassungsgerichtspräsident